# Olov Svebilius
Olov Svebilius (Ljungby, 1º gennaio 1624 – Uppsala, 29 giugno 1700) è stato un arcivescovo svedese, arcivescovo di Uppsala dal 1681 fino alla sua morte.

## Biografia
Studiò presso l'Università di Uppsala dal 1638 e due anni dopo si iscrisse all'Università di Königsberg, e infine tornò a Uppsala per terminare gli studi.
Insieme a due membri della nobiltà svedese, intraprese un viaggio attraverso l'Europa nel periodo 1651-1656. Al ritorno, fu ordinato sacerdote e, in seguito, vicario. Nel 1663, poi, divenne vicario di Ljungby.
Fu nominato cappellano di corte nel 1668 e diede la comunione al sovrano nel 1670. Gli furono affidate, inoltre, una nuova traduzione della Bibbia e una revisione del libro degli inni religiosi in lingua svedese. Fu eletto Arcivescovo di Uppsala nel 1681.
Fu il portavoce del clero al Riksdag degli Stati tra il 1682 e il 1697.

## Successione apostolica
- Papa Clemente VII
- Vescovo Petrus Magni
- Arcivescovo Laurentius Petri
- Vescovo J.J. Vestrogothus
- Vescovo Petrus Benedicti
- Arcivescovo Abraham Angermannus
- Arcivescovo Petrus Kenicius
- Arcivescovo Olaus Martini
- Arcivescovo Laurentius Paulinus Gothus
- Vescovo Jonas Magni
- Arcivescovo Johannes Canuti Lenaeus
- Arcivescovo Johan Baazius il Giovane
- Arcivescovo Olov Svebilius